# Jumprava
Jumprava är en ort i Lettland.   Den ligger i kommunen Lielvārdes novads, i den centrala delen av landet, 60 km sydost om huvudstaden Riga. Jumprava ligger 70 meter över havet och antalet invånare är 2 177.
Terrängen runt Jumprava är platt. Runt Jumprava är det ganska glesbefolkat, med 40 invånare per kvadratkilometer. Närmaste större samhälle är Aizkraukle, 19,0 km öster om Jumprava. I omgivningarna runt Jumprava växer i huvudsak blandskog.